# Claude Pinoteau
Claude Lucien Pinoteau, född 25 maj 1925 i Boulogne-Billancourt, Île-de-France, död 5 oktober 2012 i Neuilly-sur-Seine, Île-de-France, var en fransk filmregissör och manusförfattare.

## Utmärkelser
Pinoteau vann Louis Delluc-priset 1974 för La Gifle.

## Filmografi i urval
- 1955 – Lola Montez – kurtisanen (roll)
- 1970 – Gangstern (manus)
- 1971 – Det händer bara andra (producent)
- 1972 – Jagad av KGB (manus och regi)
- 1974 – La Gifle (manus och regi)
- 1976 – Le grand escogriffe (manus och regi)
- 1979 – L'homme en colère (regi)
- 1980 – La Boum (manus och regi)
- 1988 – Det kallas kärlek (regi)